# سیاف الکربی
سیاف الکربی (انگلیسی: Sayaf Al-Korbi؛ زادهٔ ۱۴ سپتامبر ۱۹۹۱) یک ورزشکار است.
از باشگاه‌هایی که در آن بازی کرده‌است می‌توان به باشگاه ورزشی الریان و باشگاه ورزشی السیلیه اشاره کرد.